# 従江県
従江県（じゅうこう-けん）は中華人民共和国貴州省黔東南ミャオ族トン族自治州に位置する県。

## 行政区画
下部に12鎮、4郷、3民族郷を管轄する
- 鎮
  - 丙妹鎮、西山鎮、斗里鎮、貫洞鎮、慶雲鎮、洛香鎮、往洞鎮、下江鎮、停洞鎮、東朗鎮、宰便鎮、加鳩鎮
- 郷
  - 高増郷、谷坪郷、加勉郷、加榜郷
- 民族郷
  - 翠里ヤオ族チワン族郷、剛辺チワン族郷、秀塘チワン族郷

## 交通

### 鉄道
- 中国鉄路総公司
  - 貴広旅客専用線
    - 従江駅

### 道路
- 高速道路
  - 厦蓉高速道路
  - S15 松従高速道路
- 国道
  - G321国道